# Elachistocleis haroi
Elachistocleis haroi es una especie de anfibio del género Elachistocleis, de la familia Microhylidae. Se encuentra al norte de Argentina, con posible distribución en Bolivia.

## Características
Localidad tipo
La localidad tipo es: El Algarrobal en la provincia de Jujuy, noroeste de la Argentina.
Caracteres diagnósticos
Cromáticamente esta especie se caracteriza por poseer una notable banda angosta de color amarillo brillante, que nace en la zona intraocular y, marcando longitudinalmente su línea media, concluye en la cloaca. Otras líneas amarillas más delgadas recorren las regiones posteriores de las tibias y muslos. 
El patrón dorsal de fondo es de color marrón grisáceo manchado. Paravertebralmente muestra un simétrico patrón de motas oscuras, similar a la corteza de un Pinus. La coloración del abdomen no es contrastante con respecto a la del dorso, a diferencia de otras especies del género. El renacuajo posee en los pliegues dérmicos orales, como elemento característico, un borde similar a papilas.
Canto
Un agudo y largo trino constituye su canto de anuncio. Este es multipulsado y de 3,18 segundos de duración promedio, con una frecuencia dominante de 4,56 kHz en promedio . 

## Taxonomía
Descripción original
Fue descrito para la ciencia en el año 2013 por los herpetólogos Laura C. Pereyra, Mauricio S. Akmentins, Gabriel Laufer y Marcos Vaira.
Etimología
Su nombre específico rinde honor al ictiólogo José Gustavo Haro, Dr. en Ciencias Biológicas y profesor de Diversidad Animal II de la Carrera de Ciencias Biológicas de la Facultad de Ciencias Exactas, Físicas y Naturales de la Universidad Nacional de Córdoba (UNC).